# Anders Nejdsäter
Anders Nejdsäter, född 12 februari 1972, är en svensk före detta professionell ishockeyspelare (forward). 
Hans proffskarriär varade mellan åren 1989 och 2002. Nejdsäter spelade enbart i svenska klubbar.